# Operación Fischreiher
La Operación Fischreiher (garza en alemán) fue una extensión de la Operación Azul II durante la invasión alemana de la Unión Soviética en la Segunda Guerra Mundial. El 6.º Ejército del general Friedrich Paulus, y parte del 4.º Ejército Panzer bajo el mando del general Hermann Hoth, debían avanzar a través del río Don hacia la ciudad de Stalingrado en la curva occidental del río Volga.
Los planes operativos originales requerían una línea defensiva en el río Don por parte del Grupo de Ejércitos B, mientras que el Grupo de Ejércitos A bajo el mando del General List debía avanzar hacia el sur, hacia los yacimientos petrolíferos en el Cáucaso. El desvío de la Operación Fischreiher se convirtió en una ofensiva por derecho propio, en detrimento del avance hacia el sur por parte del Grupo de Ejércitos A.
El 6.º Ejército se enfrentó a las primeras líneas defensivas soviéticas el 17 de agosto y luego se vio envuelto en combates urbanos durante los meses siguientes hasta alcanzar su límite ofensivo el 18 de noviembre. Después de esta fecha, el 6.º Ejército y el 4.º Ejército Panzer estaban en la defensiva después de que sus líneas de comunicación con el Grupo de Ejércitos B fueran cortadas por un movimiento de pinza soviético del Frente Suroeste del General Nikolái Vatutin y el Frente de Stalingrado del General Andréi Yeriómenko, cuyas fuerzas se encontraron en la retaguardia alemana entre Kalach y Sovetskiy el 23 de noviembre de 1942.